# 포지트로늄

전자와 양전자가 질량 중심을 중심으로 공전한다.

포지트로늄(positronium, 기호 Ps)은 전자와 그 반입자인 양전자가 결합한 별난 원자다. 궤도와 에너지 준위에 있어서 수소 원자와 유사하다. 그러나 환산 질량이 절반이므로, 포지트로늄 분광선의 진동수는 수소 분광선 주파수의 절반이다.

## 양자역학적 상태
포지트로늄의 바닥 상태는 수소처럼 두 가지 가능한 배열을 지니며 전자와 양전자의 스핀의 상대적인 배향에 의존한다. 이에 따라 두 전자의 스핀이 서로 같은 방향을 가리키거나 서로 반대 방향을 가리킬 수 있다. 서로 같은 방향을 가리키는 경우를 정규 포지트로늄 또는 오르토 포지트로늄(orthopositronium, 기호 o-Ps)이라고 부르고, 서로 반대 방향을 가리키는 경우를 비정규 포지트로늄 또는 파라 포지트로늄(parapositronium, 기호 p-Ps)이라고 부른다.
비정규 포지트로늄은 반평행 스핀({\displaystyle S=0{\mbox{, }}M_{s}=0})의 단일항(singlet) 상태이고, 1S0로 표기된다. 평균수명은 125피코초이고 붕괴하여 두 개의 감마 입자가 되는데 각각의 에너지는 511 keV이다.
이들 광자의 검출은 붕괴의 마루점의 재구성을 허여하고 양전자 방출 단층촬영에 사용된다. 파라포지트로늄은 짝수개의 광자(2,4,6,...)로 붕괴할 수 있고, 많은 광자로 붕괴될수록 그 붕괴가 발생할 확률은 적어진다. 네 광자로의 붕괴에 대한 분지비율은 1.439×10-6이다.
정규 포지트로늄은 평행 스핀({\displaystyle S=1{\mbox{, }}M_{s}=-1,0,1})을 지닌 삼중항 상태이고, 3S1으로 표기한다. 진공에서 3중 상태는 평균수명이 142.05±0.02ns이며 붕괴의 주도 모드는 세 개의 감마 입자이다. 다른 방식의 붕괴는 무시 가능하다. 예를 들어서 5광자 모드는 분지율이 1.0×10-6이다. 2S상태의 포지트로늄은 1.1마이크로초의 수명을 지니므로 준안정하다. 만약 포지트로늄이 그러한 여기된 상태로 생성되면 그것은 급하게 바닥 상태로 떨어지며 그 상태에서 소멸이 더 빨리 발생한다. 이들 수명의 측정은 포지트로늄 에너지 준위와 더불어 양자 전동력의 정밀 테스트에 사용되어왔다.
소멸은 각각 하나 또는 그 이상의 감마 입자를 생성하는 여러 채널을 통해 진행한다. 감마선들은 전체 에너지 1022 keV로 생성된다(소멸입자의 각각은 511 keV/c2의 질량을 지닌다). 가장 가능성이 높은 소멸 채널은 둘 또는 세 광자를 생성하는데 전자와 양전자의 상대적인 스핀 배열에 의존한다. 한 광자 붕괴는 다른 물체(전자들)가 소멸 포지트로늄의 근처에 있을 때만 가능한데 그곳으로 소멸사건에서 에너지의 약간이 이동될 수 있다.
다섯 소멸 감마선까지 실험실 실험에서 관측되었고 양자 전동역학이 고차수라는 예측을 확인하였다. 뉴트리노-반뉴트리노 쌍으로 소멸하는 것도 가능하나 예측에 의하면 그 확률은 무시 가능하다. 이 채널에 대한 오소포지트로늄 붕괴의 분지율은 6.2×10-18 (전자 중성미자-전자 반중성미자 쌍)이고 (각각의 전자가 아닌 맛깔에 대해) 표준 모형에 따른 예측으로는 9.5×10-21이다. 그러나 이러한 결과는 상대적으로 높은 자기 모멘트와 같은 질량 또는 아직 알려지지 않는 중성미자의 새로운 특성 따위의 효과에 의하여 생길 수 있다.

## 에너지 준위
포지트로늄과 수소와의 유사성은 에너지 준위의 개략적인 어림을 주는 방정식으로 확장한다. 에너지 준위들은 아래 에너지 방전식에 사용된 질량 {\displaystyle m^{*}}에 대한 다른 값 때문에 둘은 다르다.
{\displaystyle E_{n}=-{\frac {m^{*}q_{e}^{4}}{8h^{2}K_{0}^{2}n^{2}}}}
- {\displaystyle q_{e}}: 전자의 전하
- {\displaystyle h}: 플랑크 상수
- {\displaystyle \epsilon _{0}}: 유전율
- {\displaystyle m^{*}}: 환산 질량

이 경우 환산 질량은
{\displaystyle m^{*}={\frac {m_{e}m_{p}}{m_{e}+m_{p}}}={\frac {m_{e}^{2}}{2m_{e}}}={\frac {m_{e}}{2}}}
이므로 포지트로늄의 환산 질량은 전자의 질량의 절반이다. 이에 따라, 포지트로늄의 에너지 준위는 대략 수소 원자 에너지 준위의 절반이고, 다음과 같다.
{\displaystyle E_{n}=-{\frac {m^{*}q_{e}^{4}}{2\cdot 8h^{2}\epsilon _{0}^{2}}}\cdot {\frac {1}{n^{2}}}={\frac {-6.8\ \mathrm {eV} }{n^{2}}}}
포지트로늄의 바닥 상태({\displaystyle n=1})의 에너지 준위는 −6.8 eV이다. 다음의 에너지 준위는 −1.7 eV이다. (음의 부호는 결합 상태를 의미한다.)
포지트로늄의 전자질량은 양전자질량과 동일하기 때문에, 초미세구조의 에너지 보정이 미세구조의 에너지 보정과 같다는 특징이 있다. 이 보정하에서, 바닥 상태간의 스핀의 상태의 차이로 인한 에너지 준위의 차이는 이론적으로: {\displaystyle {4.82}\times {10^{-4}}\mathrm {eV} }이나, 실제로는: {\displaystyle {8.41}\times {10^{-4}}\mathrm {eV} }가 되는데, 이것은 양자와 양전자가 충돌할 때 정지에너지와 운동에너지가 감마선의 형태로 광자로의 에너지변환이 이루어지기 때문이다.

## 포지트로늄 분자
2007년 9월 12일 리버사이드 캘리포니아 주립대의 데이비드 캐시디와 앨른 밀스가 두 포지트로늄 원자로 구성된 분자 Ps2를 발견하였다는 사실을 발표하였다.

## 역사
크로아티아의 물리학자인 스체판 모호로비치치(크로아티아어: Stjepan Mohorovičić)가 1934년에 포지트로늄의 존재를 예측하였고, 이를 "엘렉트룸"(Elektrum)이라고 불렀다. 1945년에 미국의 아서 루아크(영어: Arthur Edward Ruark)가 "포지트로늄"이라는 이름을 제안하였다. 1951년에 매사추세츠 공과대학교의 마르틴 도이치(독일어: Martin Deutsch)가 포지트로늄을 실험적으로 발견하였다.

## 같이 보기
- 양자 전기역학